# Чернушка посевная
Черну́шка посевна́я, или калинджи, или сейдана, или седана, или чёрный тмин, или ри́мский кориа́ндр (лат. Nigēlla satīva), — однолетнее травянистое растение семейства Лютиковые (Ranunculaceae). Культивируется по всему миру как специя.

## Распространение и экология
Родина калинджи — Юго-Западная Азия и Средиземноморье. В настоящее время произрастает в Средиземноморье, на Балканском полуострове, в Крыму, на Кавказе, в Малой и Средней Азии.
Растёт в посевах, садах и огородах, в лесостепях, по степным склонам. Сорняк.

## Ботаническое описание

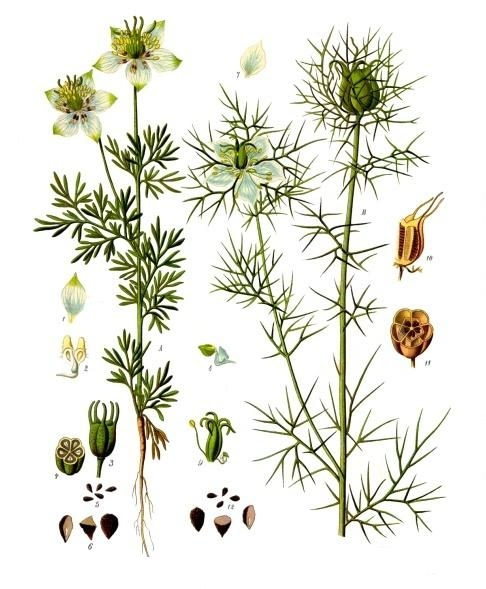
Чернушка посевная (слева) и Чернушка дамасская (справа).

Растение высотой 10—40 см с прямым ветвистым стеблем.
Листья длиной 2—3 см, дважды-трижды перисторассечённые на короткие, линейные, расходящиеся дольки.
Цветки правильные, одиночные. Чашелистики продолговатые, на вершине притуплённые, при основании суженные в короткую ножку, в числе пяти, голубоватые, 1—1,5 см длиной. Лепестки-нектарники короче чашелистиков.
Плоды — крупные удлинённые многолистовки; состоят из трёх—семи листовок, каждая из которых содержит многочисленные семена. Листовки зернисто-бугристые, вздутые, почти до вершины сросшиеся, длиной до 1,5 см, по спинке округлые, с закруглённым носиком. Семена трёхгранные, морщинисто-бугорчатые. Они похожи на семена лука, но по вкусу не имеют с ним ничего общего.
Цветёт в мае — августе. Плоды созревают в августе.

## Химический состав
В семенах содержится полувысыхающее жирное масло (31—44 %), гликозид мелантин, эфирное масло (0,8—1,5 %). В листьях чернушки посевной находится до 0,43 % аскорбиновой кислоты.
Эфирное масло представляет собой жидкость жёлтого цвета с острым пряным запахом. Химический состав изучен недостаточно, имеются указания на присутствие в нём соединения терпенового ряда — мелантола.

## Хозяйственное значение и применение
Свидетельства о культивировании чернушки в древности скудны. Считается, что письменное упоминание о калинджи есть в Ветхом Завете:

25 Нет; когда уровняет поверхность её, он сеет чернуху, или рассыпает тмин, или разбрасывает пшеницу рядами, и ячмень в определённом месте, и полбу рядом с ним.
26 И такому порядку учит его Бог его; Он наставляет его.
27 Ибо не молотят чернухи катком зубчатым, и колёс молотильных не катают по тмину; но палкою выколачивают чернуху, и тмин — палкою.— Исаии 28
Семена имеют инсектицидное свойство, их применяют для предохранения одежды от моли.
Декоративное и масличное растение, хороший медонос.
Эфирное масло пригодно в пищу, имеет приятный запах малины. Оно используется в мыловарении и парфюмерии.

### Кулинария

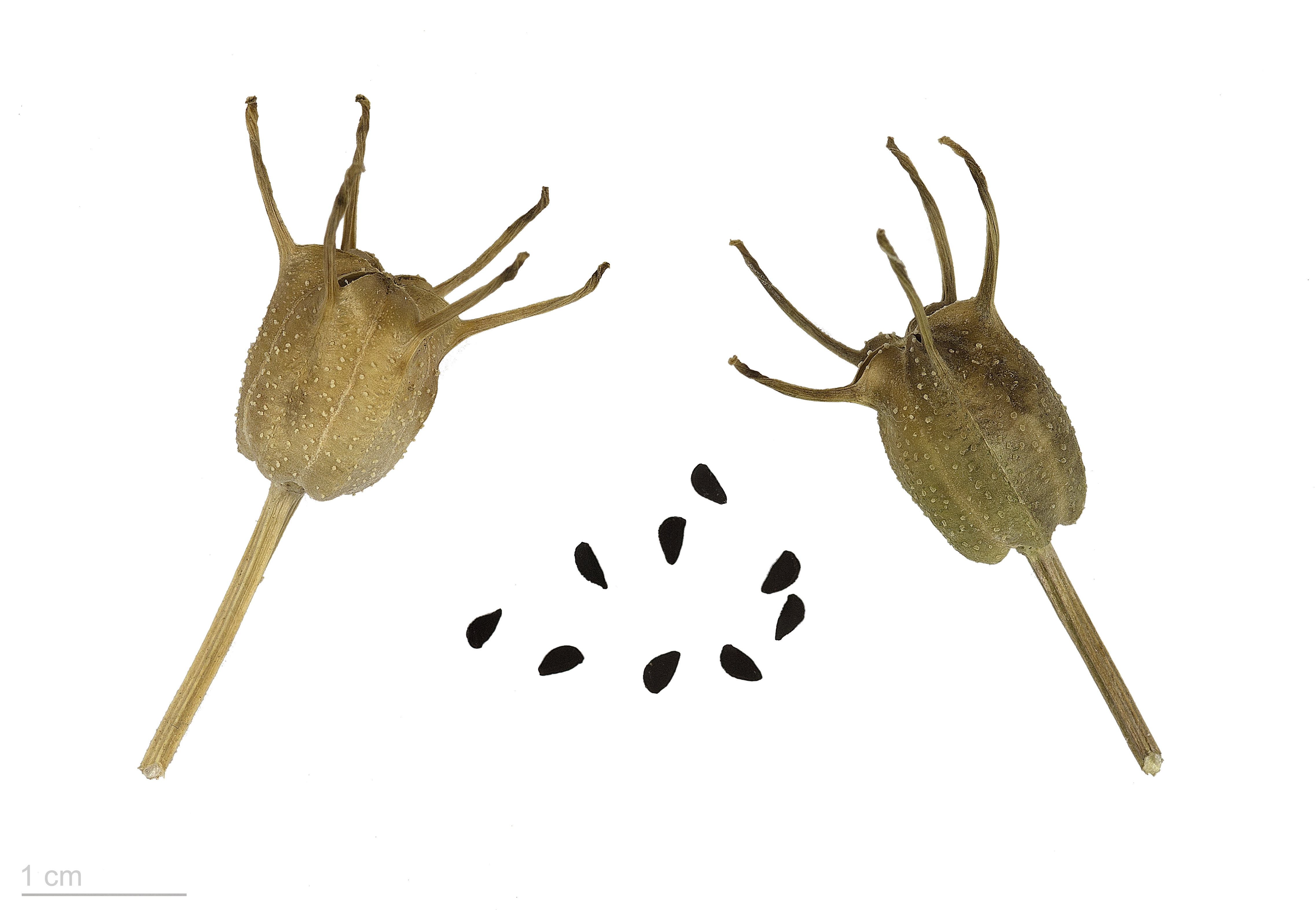
Плоды и семена

Семена калинджи имеют острый горький вкус и запах, используются в основном для производства кондитерских изделий и напитков. Часто их применяют так же, как чёрный перец, однако их преимущество в том, что они не раздражают слизистую оболочку желудка.
Семена употребляют как пряность в хлебопечении, при засолке огурцов, арбузов, квашении капусты, а также в качестве приправы в кулинарии.
В качестве специи традиционно используется в египетской кухне, а также в других арабских странах и в Индии.

### Медицина
Чернушка использовалась в медицинских целях на протяжении столетий, как листья, так и масло из семян в Азии, на Ближнем Востоке и в Африке. Традиционно используется для различных процедур, связанных с проблемами дыхательной системы, желудка, кишечника, почек, печени, сердечно-сосудистой системы, повышения иммунитета и улучшения общего состояния организма. Чернушка посевная применяется как БАД; в частности, её используют в аюрведической медицине. Заявляется о её эффективности при лечении астмы, диабета, расстройств пищеварения, гипертонии и многих других заболеваниях. Однако доказательства её эффективности при любом из этих заболеваний отсутствуют.
Широко применяется в исламских странах. В исламской среде существует информация об одобрительной оценке чернушки посевной исламским пророком Мухамеддом: «В чёрном тмине исцеление от всех болезней, кроме смерти» (Бухари; Муслим).
По последним данным, цветковое растение Nigella sativa (чернушка посевная) может быть использовано в будущем как новое средство против COVID-19. Об этом сообщается в статье, опубликованной в журнале Clinical and Experimental Pharmacology and Physiology. Кратко об исследовании рассказывается в пресс-релизе на MedicalXpress. Успешно[с какими результатами?] проведены три рандомизированных клинических испытания.
В народной медицине семена чернушки посевной применяются в виде чая в качестве мочегонного, ветрогонного, желчегонного, слабительного, лактогенного и противоглистного средства. Также высоко ценится масло чёрного тмина, изготавливаемое из семян.

## Таксономия
Nigella sativa L. Species Plantarum 1: 534. 1753.

### Классификация
Вид Чернушка посевная входит в род Чернушка (Nigella) подсемейства Лютиковые (Ranunculoideae) семейства Лютиковые (Ranunculaceae) порядка Лютикоцветные (Ranunculales).
|  |                                      |  |                                                             |                                                             |                     |  | ещё 9 семейств (согласно Системе APG II) | ещё 9 семейств (согласно Системе APG II) |                        |  |  |  | ещё около 40 родов (согласно Системе APG II) | ещё около 40 родов (согласно Системе APG II) |  |  |
|  |                                      |  |                                                             |                                                             |                     |  | ещё 9 семейств (согласно Системе APG II) | ещё 9 семейств (согласно Системе APG II) |                        |  |  |  | ещё около 40 родов (согласно Системе APG II) | ещё около 40 родов (согласно Системе APG II) |  |  |
|  |                                      |  |                                                             | порядок Лютикоцветные                                       |                     |  |                                          |                                          | подсемейство Лютиковые |  |  |  |                                              | вид Чернушка посевная                        |  |  |
|  |                                      |  |                                                             | порядок Лютикоцветные                                       |                     |  |                                          |                                          | подсемейство Лютиковые |  |  |  |                                              | вид Чернушка посевная                        |  |  |
|  | отдел Цветковые, или Покрытосеменные |  |                                                             |                                                             | семейство Лютиковые |  |                                          |                                          | род Чернушка           |  |  |  |                                              |                                              |  |  |
|  | отдел Цветковые, или Покрытосеменные |  |                                                             |                                                             |                     |  |                                          |                                          |                        |  |  |  |                                              |                                              |  |  |
|  |                                      |  | ещё 44 порядка цветковых растений (согласно Системе APG II) | ещё 44 порядка цветковых растений (согласно Системе APG II) |                     |  |                                          | ещё 4 подсемейства                       | ещё 4 подсемейства     |  |  |  | ещё около 25 видов (согласно Системе APG II) |                                              |  |  |
|  |                                      |  |                                                             | ещё 44 порядка цветковых растений (согласно Системе APG II) |                     |  |                                          |                                          | ещё 4 подсемейства     |  |  |  |                                              |                                              |  |  |